# Coppa Italia di Serie B 2021-2022 (calcio a 5)
La Coppa Italia di Serie B 2021-2022 è stata la 24ª edizione della manifestazione riservata alle formazioni di Serie B di calcio a 5. La competizione consisteva in due turni di qualificazione e in una Final Eight, svoltasi tra il 31 marzo e il 2 aprile 2022 presso il PalaErcole di Policoro e vinta dall'Itria Football Club.

## Formula
Partecipavano alla fase di qualificazione le squadre giunte tra il primo e il quarto posto nel proprio girone di Serie B al termine del girone d'andata.
La fase di qualificazione si è svolta intra-girone e determinava le otto qualificate alla Final Eight.

## Date e programma
| Turno                      | Sorteggio     | Date                      |
| -------------------------- | ------------- | ------------------------- |
| I turno di qualificazione  |               | 5 febbraio – 3 marzo 2022 |
| II turno di qualificazione |               | 9 – 19 marzo 2022         |
| Final Eight                | 21 marzo 2022 | 31 marzo – 2 aprile 2022  |

## Squadre qualificate
Alla corrente edizione hanno partecipato le quattro squadre meglio classificate in ognuno degli otto gironi al termine del girone di andata.
| Girone A | Girone A       | Girone B | Girone B              | Girone C | Girone C     | Girone D | Girone D              | Girone E | Girone E         | Girone F | Girone F         | Girone G | Girone G                | Girone H | Girone H           |
| 1        | Domus Bresso   | 1        | Cesena                | 1        | Pordenone    | 1        | Askl                  | 1        | Sporting Hornets | 1        | A.P.             | 1        | Itria                   | 1        | Città di Palermo   |
| 2        | Cagliari       | 2        | Pro Patria San Felice | 2        | Udine City   | 2        | Recanati              | 2        | Città di Anzio   | 2        | Junior Domitia   | 2        | Canosa                  | 2        | Lamezia            |
| 3        | Asti Orange    | 3        | Fossolo 76            | 3        | Cornedo      | 3        | Montesicuro Tre Colli | 3        | Atlante Grosseto | 3        | Velletri         | 3        | Torremaggiore           | 3        | Atletico Canicattì |
| 4        | Videoton Crema | 4        | OR Reggio Emilia      | 4        | Maccan Prata | 4        | Pontedera             | 4        | United Pomezia   | 4        | Forte Colleferro | 4        | Dream T. Palo del Colle | 4        | PGS Luce           |

## Fase di qualificazione

### Regolamento
Nel I turno di qualificazione le prime hanno incontrato in casa le quarte dei propri gironi, così come le seconde hanno giocato in casa contro le terze. Il II turno di qualificazione si è comunque svolto intra-girone e in casa della squadra meglio classificata al termine del girone d'andata
Al termine delle partite risultava qualificata la squadra che avrebbe segnato più reti; qualora si fosse incappati in una situazione di parità al termine dei tempi regolamentari si sarebbe proceduto all'effettuazione di due tempi supplementari di 5'; qualora fosse continuata la situazione di parità si sarebbe qualificata la squadra meglio classificata al termine del girone d'andata.

### I turno di qualificazione
Il I turno di qualificazione si è svolto il 5 febbraio per le gare relative al girone F, l'8 e 9 febbraio 2022 per le gare relative ai gironi A (fra la seconda e la terza), C, D e G, il 22 e 23 febbraio 2022 per le gare relative ai gironi A (Domus Bresso-Videoton Crema), B, E (Sporting Hornets-United Pomezia) e H e il 3 marzo per Città di Anzio-Atlante Grosseto.
| Squadra 1             | Risultato   | Squadra 2               |
| --------------------- | ----------- | ----------------------- |
| Domus Bresso          | 5 - 1       | Videoton Crema          |
| Cagliari              | 3 - 6 (dts) | Asti Orange             |
| Cesena                | 3 - 1 (dts) | OR Reggio Emilia        |
| Pro Patria San Felice | 3 - 4       | Fossolo 76              |
| Pordenone             | 5 - 1       | Maccan Prata            |
| Udine City            | 1 - 3       | Cornedo                 |
| Askl                  | 3 - 4 (dts) | Pontedera               |
| Recanati              | 2 - 4       | Montesicuro Tre Colli   |
| Sporting Hornets      | 4 - 3       | United Pomezia          |
| Città di Anzio        | 3 - 5       | Atlante Grosseto        |
| A.P.                  | 6 - 3       | Forte Colleferro        |
| Junior Domitia        | 10 - 4      | Velletri                |
| Itria                 | 4 - 0       | Dream T. Palo del Colle |
| Canosa                | 6 - 3       | Torremaggiore           |
| Città di Palermo      | 3 - 0       | PGS Luce                |
| Lamezia               | 6 - 2       | Atletico Canicattì      |

### II turno di qualificazione
Il II turno di qualificazione si è svolto il 9 marzo 2022 per le gare relative ai gironi A-C-D-G e il 19 marzo 2022 per le gare relative ai gironi B-E-F-H.
| Squadra 1             | Risultato   | Squadra 2        |
| --------------------- | ----------- | ---------------- |
| Domus Bresso          | 4 - 2       | Asti Orange      |
| Cesena                | 4 - 1       | Fossolo 76       |
| Pordenone             | 4 - 1       | Cornedo          |
| Montesicuro Tre Colli | 7 - 4       | Pontedera        |
| Sporting Hornets      | 6 - 3       | Atlante Grosseto |
| A.P.                  | 3 - 5 (dts) | Junior Domitia   |
| Itria                 | 5 - 2       | Canosa           |
| Città di Palermo      | 2 - 1       | Lamezia          |

## Final Eight
La Final Eight si è svolta tra il 31 marzo e il 2 aprile 2022 presso il PalaErcole di Policoro.
| Girone A | Girone A     | Girone B | Girone B | Girone C | Girone C  | Girone D | Girone D              | Girone E | Girone E         | Girone F | Girone F       | Girone G | Girone G | Girone H | Girone H         |
| 1        | Domus Bresso | 1        | Cesena   | 1        | Pordenone | 3        | Montesicuro Tre Colli | 1        | Sporting Hornets | 2        | Junior Domitia | 1        | Itria    | 1        | Città di Palermo |

### Tabellone
|  | Quarti di finale | Quarti di finale            | Quarti di finale |        |                       | Semifinali            | Semifinali | Semifinali |  |  | Finale | Finale | Finale |  |
|  |                  |                             |                  |        |                       |                       |            |            |  |  |        |        |        |  |
|  | E1               | Sporting Hornets (dtr)      | 6 (4)            |        |                       |                       |            |            |  |  |        |        |        |  |
|  | E1               | Sporting Hornets (dtr)      | 6 (4)            |        |                       |                       |            |            |  |  |        |        |        |  |
|  | A1               | Domus Bresso                | 6 (2)            |        |                       |                       |            |            |  |  |        |        |        |  |
|  | A1               | Domus Bresso                | 6 (2)            |        | Sporting Hornets      | Sporting Hornets      | 4          |            |  |  |        |        |        |  |
|  |                  |                             |                  |        | Sporting Hornets      | Sporting Hornets      | 4          |            |  |  |        |        |        |  |
|  |                  |                             | Cesena           | Cesena | 5                     |                       |            |            |  |  |        |        |        |  |
|  | B1               | Cesena                      | Cesena           | Cesena | 5                     | 3                     |            |            |  |  |        |        |        |  |
|  | B1               | Cesena                      |                  |        |                       |                       |            |            |  |  |        |        |        |  |
|  | H1               | Città di Palermo            | 1                |        |                       |                       |            |            |  |  |        |        |        |  |
|  | H1               | Città di Palermo            | 1                |        | Cesena                | Cesena                | 2          |            |  |  |        |        |        |  |
|  |                  |                             |                  |        |                       |                       |            |            |  |  |        |        |        |  |
|  |                  |                             | Itria            | Itria  | 3                     |                       |            |            |  |  |        |        |        |  |
|  | D3               | Montesicuro Tre Colli (dtr) | Itria            | Itria  | 3                     | 1 (4)                 |            |            |  |  |        |        |        |  |
|  | D3               | Montesicuro Tre Colli (dtr) |                  |        |                       |                       |            |            |  |  |        |        |        |  |
|  | F2               | Junior Domitia              | 1 (3)            |        |                       |                       |            |            |  |  |        |        |        |  |
|  | F2               | Junior Domitia              | 1 (3)            |        | Montesicuro Tre Colli | Montesicuro Tre Colli | 2          |            |  |  |        |        |        |  |
|  |                  |                             |                  |        | Montesicuro Tre Colli | Montesicuro Tre Colli | 2          |            |  |  |        |        |        |  |
|  |                  |                             | Itria            | Itria  | 5                     |                       |            |            |  |  |        |        |        |  |
|  | C1               | Pordenone                   | Itria            | Itria  | 5                     | 0                     |            |            |  |  |        |        |        |  |
|  | C1               | Pordenone                   |                  |        |                       |                       |            |            |  |  |        |        |        |  |
|  | G1               | Itria                       | 3                |        |                       |                       |            |            |  |  |        |        |        |  |

### Quarti di finale
| Arbitri: | Alessandro Accomando (Olbia) Antonio Nappo (Ercolano) |
| Crono:   | Francesco Decorato (Barletta)                         |

| |                      |                                                                                          |
| Ramazio 26'08'’ Bernal 28'05'’ M. Medici 31'23'’ Paviglianiti 35'32'’ (aut.) F. Gattarelli 37'38'’ Stoccada 39'53'’ | Marcatori            | 23'20'’, 27'09'’ Battaia 24'07'’ Morimoto 26'22'’ Surace 28'45'’ Previtera 38'18'’ Sasso |
| F. Gattarelli Armellini Troiano Bernal M. Medici                                                                    | Tiri di rigore 4 – 2 | Battaia Rosa Surace Sasso                                                                |

| Arbitri: | Maurizio Francesco Franco (Como) Luca Paverani (Roma 2) |
| Crono:   | Alessandro Elia (Pisa)                                  |

|                                                  |           |                  |
| Jamicic 10'56'’ Venturini 13'32'’ Badahi 35'08'’ | Marcatori | 21'46'’ Di Maria |

| Arbitri: | Pierluigi Minardi (Cosenza) Olga De Giorgi (Modena) |
| Crono:   | Ivano Pubblico (Roma 1)                             |

|                                           |                      |                                        |
| Martinez 27'12'’                          | Marcatori            | 29'19'’ Rodriguez                      |
| Martinez Galiñanes Dominioni Gomez Priori | Tiri di rigore 4 – 3 | Rennella Bay De Lucia Palumbo Esposito |

| Arbitri: | Michele Corrado Schillaci (Enna) Giovanni Cacciola (Treviso) |
| Crono:   | Stefano Prisco (Lecce)                                       |

|  |           |                                                        |
|  | Marcatori | 31'18'’ Fanelli 34'46'’ Baldassarre 39'45'’ Passiatore |

### Semifinali
| Arbitri: | Giovanni Loprete (Catanzaro) Sonia Bolognesi (Fermo) |
| Crono:   | Alberto Onesti (Pescara)                             |

|                                                                           |           |                                                                    |
| F. Gattarelli 12'51'’, 19'30'’ (t.l.) Armellini 28'36'’ M. Medici 13'38'’ | Marcatori | 1'19'’, 19'57'’ Gardelli 4'27'’, 27'10'’ Jamicic 18'09'’ Venturini |

| Arbitri: | Gabriele Gerardi (Pescara) Davide Zingariello (Prato) |
| Crono:   | Simone Adriani (Viterbo)                              |

|                                |           |                                                                |
| Martinez 0'13'’ Priori 21'21'’ | Marcatori | 17'02'’, 37'53'’, 39'10'’ Araujo 31'05'’ Punzi 34'20'’ Fanelli |

### Finale
| Arbitri: | Mattia Landi (Prato) Andrea Cini (Perugia) |
| Crono:   | Andrea Oggiano (Olbia)                     |

| |            | |
| Vignoli 20'42'’ Gardelli 26'43'’                                                                                                   | Marcatori  | 24'39'’ Fanelli 36'24'’ (aut.) Badahi 39'46'’ (aut.) Zandoli                                                               |
| · Montalti · Hassane · Badahi · Vignoli · Gardelli · Zandoli · Domenichini · Pasolini · Venturini · Traversari · Jamicic · Nardino | Formazioni | · Micoli · Passiatore · Da Silva · Fanelli · Araujo · Punzi · Baldassarre · Ricci · Ripol · M. Rosato · Mazzaglia · Felice |
| Roberto Osimani | Allenatori | Giuseppe Convertini |

## Classifica marcatori final eight
| Gol |  |  | Giocatore            | Squadra               |
| --- |  |  | -------------------- | --------------------- |
| 3   |  |  | Francesco Gattarelli | Sporting Hornets      |
| 3   |  |  | Antonio Jamicic      | Cesena                |
| 3   |  |  | Giuseppe Fanelli     | Itria                 |
| 3   |  |  | Christian Gardelli   | Cesena                |
| 3   |  |  | Daniel Araujo        | Itria                 |
| 2   |  |  | Mirko Medici         | Sporting Hornets      |
| 2   |  |  | Cristian Battaia     | Domus Bresso          |
| 2   |  |  | Federico Venturini   | Cesena                |
| 2   |  |  | Ramiro Martinez      | Montesicuro Tre Colli |